# Эронго
Эронго (англ. Erongo Region) — является одной из 14 административных областей Намибии. Находится в западной части страны, в центре атлантического побережья Намибии. Площадь области составляет 63 579 км². Численность населения 150 809 человек (на 2011 год). Административный центр — город Свакопмунд.

## География

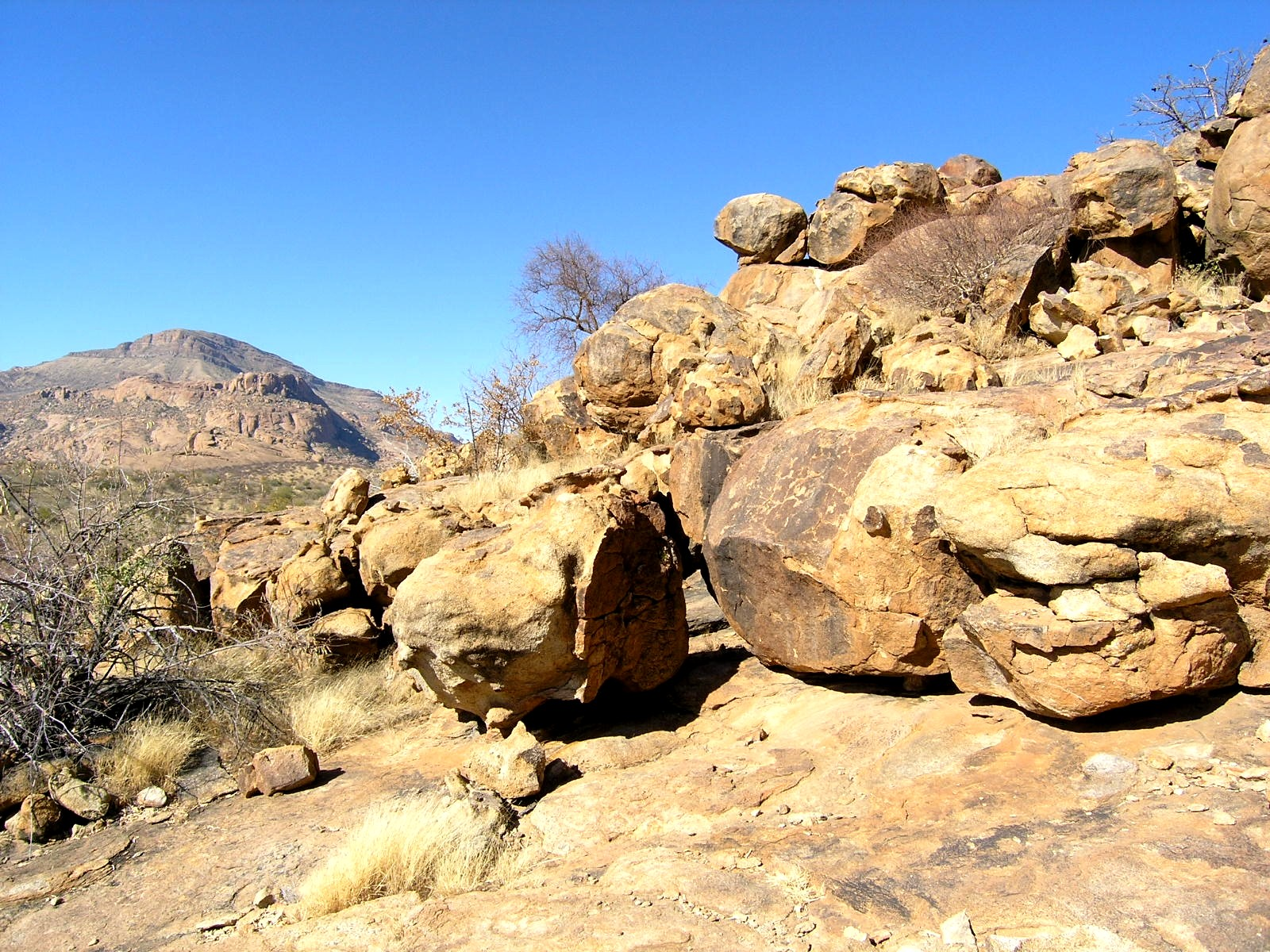
Горы Эронго

Название области дали лежащие здесь горы Эронго. Значительную часть территории области вдоль её атлантического побережья занимает Берег Скелетов. Недалеко от Свакопмунда, на так называемом Тюленьем мысу, можно круглый год наблюдать большую колонию этих животных. Благодаря холодному Бенгельскому течению прибрежные воды Эронго богаты рыбой.

## Населённые пункты

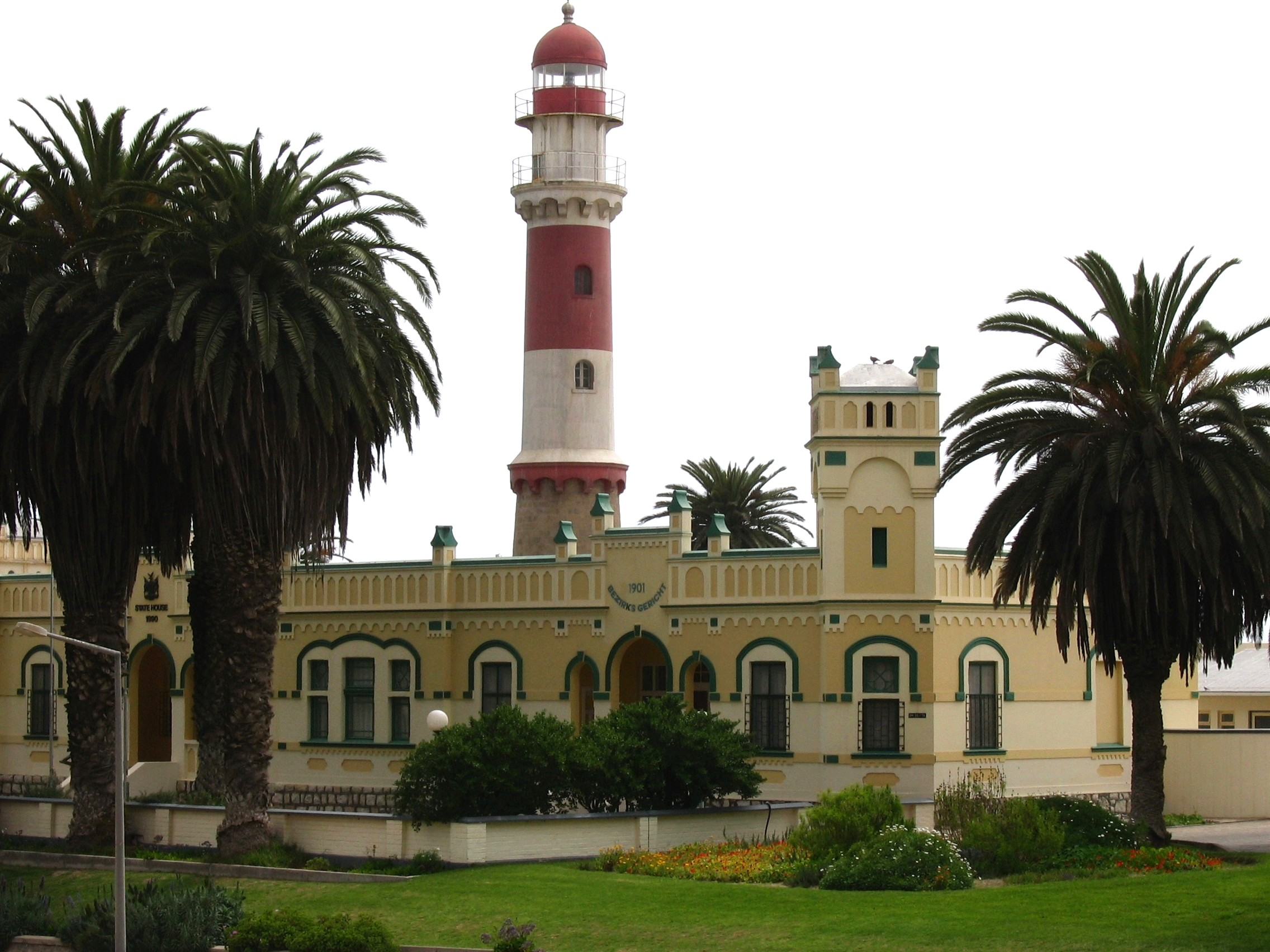
Административный центр Свакопмунд

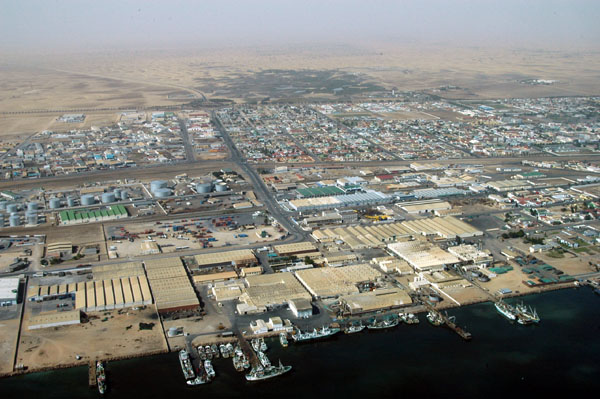
Крупнейший город области Уолфиш-Бей

Эронго является одним из самых населённых регионов страны. Здесь также находится крупнейший океанский порт Намибии, Уолфиш-Бей. Другие крупные города — Омаруру, Арандис, Усакос, Карибиб, Хентис-Бей. Севернее и южнее этой городской агломерации и вглубь континента от побережья лежит пустыня.

## Административное деление
В административном отношении подразделяется на 7 избирательных районов:
- Арандис
- Даурес
- Карибиб
- Омаруру
- Свакопмунд
- Уолфиш-Бей Рурал
- Уолфиш-Бей Урбан